# Grande Prêmio de San Marino de 1994
O Grande Prêmio de San Marino de 1994 (formalmente 14º Gran Premio di San Marino) foi uma corrida de Fórmula 1 realizada em Ímola em 1º de maio. Terceira etapa do campeonato, foi marcado pela morte do tricampeão mundial Ayrton Senna no domingo em um grave acidente no curso da prova. Na mesma corrida ocorreria o acidente que deixara o piloto brasileiro Rubens Barrichello seriamente ferido na sexta-feira e a morte do austríaco Roland Ratzenberger no sábado.
Michael Schumacher ganhou a corrida reiniciada. Na entrevista coletiva depois da prova, declarou que "não podia sentir-se satisfeito, não podia sentir-se feliz" com a vitória depois dos eventos ocorridos durante o fim de semana. Nicola Larini marcou os primeiros pontos de sua carreira quando alcançou o pódio terminando na segunda posição. Mika Häkkinen terminou em terceiro. O fim de semana é lembrado por ter sido um dos momentos mais trágicos do automobilismo e do esporte em geral. A partir deste grande prêmio, a Fórmula 1 sofreu muitas modificações com o intuito de aumentar a segurança tanto dos pilotos quanto dos espectadores. Desde então foram feitas numerosas mudanças no regulamento para reduzir a velocidade de um Fórmula 1 e novos circuitos, como o Circuito Internacional do Barém, incorporaram grandes áreas de escape para reduzir a velocidade dos carros antes que eles colidissem com um muro. 
Ayrton Senna teve um funeral com honras de chefe de estado na cidade de São Paulo. Entre o cortejo do caixão com o corpo do piloto desde o Aeroporto de Guarulhos até à Assembleia Legislativa, o velório, que durou aproximadamente 24 horas, e o cortejo final desde a Assembleia até o Cemitério do Morumbi, aproximadamente dois milhões de pessoas estiveram presentes.
Procuradores italianos acusaram seis pessoas de homicídio com relação à morte de Senna, tendo sido o então diretor-técnico da equipe Williams, Patrick Head, considerado culpado pelo defeito da barra de direção que causou o acidente. O dirigente britânico, contudo, foi isentado de pena devido à prescrição, afinal o caso levou quase treze anos para ser concluído, após vários recursos que modificaram o veredicto inicial de absolvição.

## Relatório

### Substitutos ao volante
Eddie Irvine causou um acidente que envolveu Jos Verstappen, Martin Brundle e Eric Bernard durante a realização do Grande Prêmio do Brasil, resultando na suspensão por uma corrida, determinada pela FIA, pena estendida mais tarde para três etapas. Em razão disso, a Jordan escalou Aguri Suzuki para correr no Grande Prêmio do Pacífico, mas em Ímola o time irlandês recontratou o italiano Andrea de Cesaris, que defendera a equipe no ano de 1991. Em relação à Ferrari, foi confirmada a permanência do italiano Nicola Larini em razão da convalescença de Jean Alesi, após o acidente sofrido a 30 de março durante testes em Mugello.

### Classificação

#### Treino classificatório de sexta-feira

Rubens Barrichello sofre o acidente após a batida na barreira de pneus.

Na sexta-feira, 29 de abril, durante a primeira sessão classificatória para determinar a ordem de início da corrida, Rubens Barrichello, então piloto da Jordan, escapou em uma zebra na  Vaiante Bassa a 225 km/h, lançando seu veículo no ar. Ele colidiu com o topo da barreira de pneus, fazendo o carro capotar várias vezes antes de ir ao chão de cabeça para baixo. O impacto deixou Barrichello inconsciente. Equipes médicas o trataram no local, e o piloto foi levado ao centro médico. Rubens voltou à reunião de corrida no dia seguinte, mas o nariz quebrado e o gesso no braço o forçaram a abandonar as pistas no resto do fim de semana. Dez anos depois do acidente, Damon Hill, piloto da equipe Williams na ocasião, descreveu o sentimento após o acidente dizendo: "Todos nós continuamos os treinos correndo tranquilos, com a certeza de que nossos carros eram duros como tanques e nós podíamos ser abalados, mas não feridos."

#### Treino classificatório de sábado

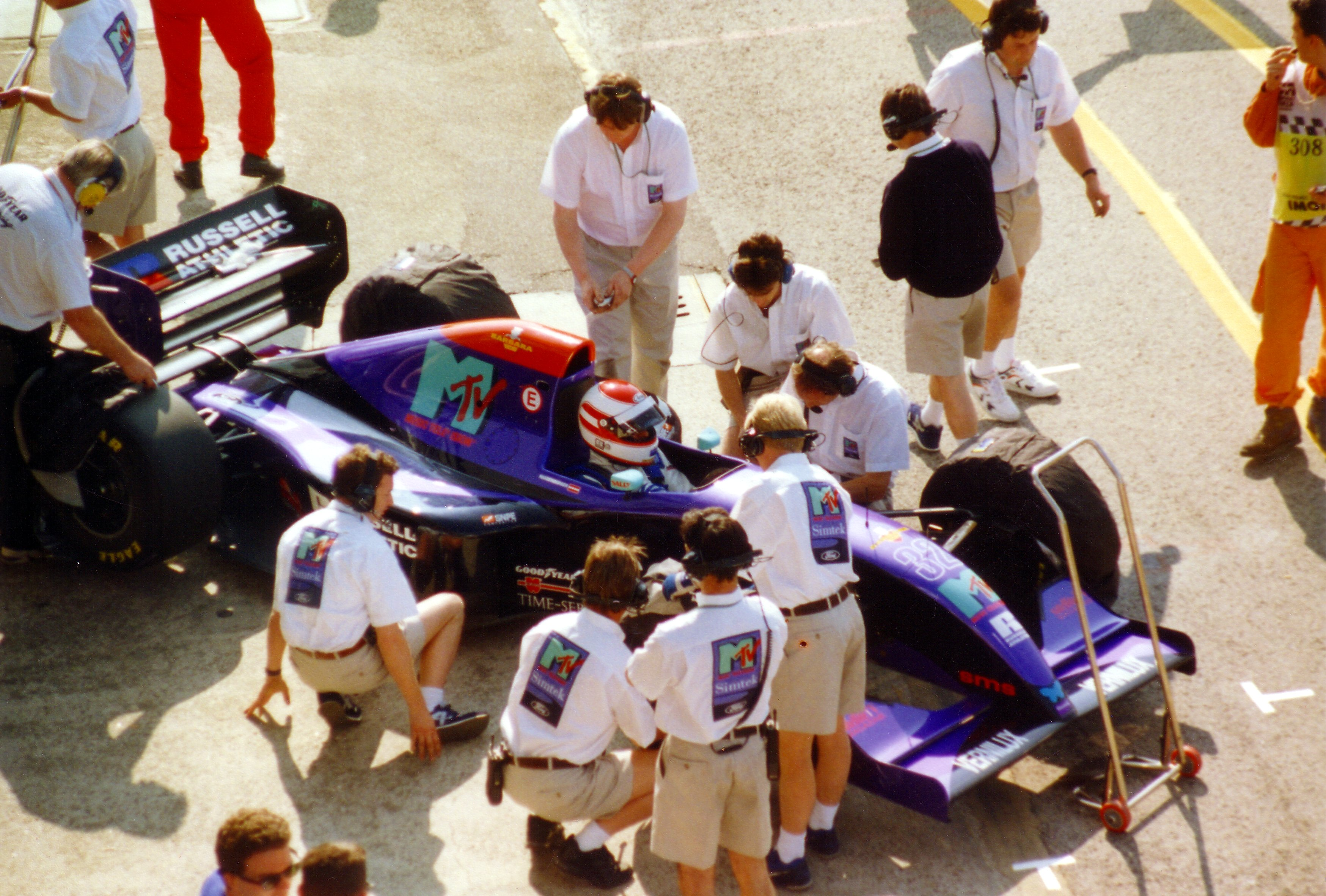
Roland Ratzenberger, no pit lane em Ímola.

A vinte minutos da sessão classificatória final, o austríaco Roland Ratzenberger falhou ao contornar a curva Villeneuve em seu Simtek, chocou-se com a barreira de concreto oposta quase que sobre-cabeça e ficou gravemente ferido. Embora a célula de sobrevivência permanecesse em grande parte intacta, a força do impacto lhe infligiu uma fratura basal craniana. Ratzenberger, em sua primeira temporada como piloto de Fórmula 1, tinha atropelado uma zebra da chicane Acque Minerali na volta anterior, impacto no qual se pensa ter danificado sua asa dianteira. Ao invés de retornar para os boxes, ele continuou outra volta rápida. Correndo a 306 km/h, seu carro sofreu uma quebra da asa dianteira que o deixou incapaz de controlá-lo.
A sessão foi parada e os quarenta minutos restantes foram então cancelados. Mais tarde, no hospital, foi anunciado que Ratzenberger faleceu como resultado das múltiplas lesões sofridas. Sua morte marcou a primeira fatalidade de uma corrida de fim de semana na Fórmula 1 desde o Grande Prêmio do Canadá de 1982, quando Riccardo Paletti veio a falecer após uma colisão durante a largada. Havia ainda oito anos desde que Elio de Angelis morreu testando um carro da Brabham no Circuito de Paul Ricard. Sid Watkins, então chefe do time médico da Fórmula 1, recordava em suas memórias a reação de Ayrton Senna com as notícias, declarando que "Ayrton caiu em meu ombro a chorar". Watkins, então, tentou persuadir Senna para que não corresse no dia seguinte, questionando-o: "O que vai fazer agora? Você foi o campeão mundial três vezes, você é obviamente o piloto mais rápido. Deixe e vamos pescar", mas Ayrton foi insistente, dizendo: "Sid, há certas coisas das quais nós não temos nenhum controle. Eu não posso deixar, eu tenho que ir adiante".
Senna classificou-se em primeiro lugar (obtendo sua 65ª e última pole position e a 70ª pole position da Williams) à frente do líder do campeonato, Michael Schumacher. Gerhard Berger, amigo do brasileiro, classificou-se em terceiro para a sua 150ª prova, e o companheiro de equipe de Senna, Damon Hill, começou na quarta posição. Um tempo marcado por Ratzenberger antes do acidente fatal teria sido suficiente para entrar no grid de largada na 26ª e última posição.

### Corrida

#### Primeira largada

A ex-curva Tamburello, o local da batida de Senna, hoje transformada em chicane.

No domingo, pela terceira vez nas três primeiras corridas do ano, Ayrton Senna largava na pole position, seguido do alemão Michael Schumacher (Benetton-Ford), segundo no grid de largada. Na manhã, durante o habitual briefing dos pilotos, Senna fez duras críticas à pista. Estava contrariado com a ausência de Rubens Barrichello na corrida, causada pelo forte acidente de sexta-feira, e ainda chocado com a tragédia que matou Ratzenberger no sábado. Mesmo assim, levou consigo uma bandeira da Áustria com a qual ele homenagearia Ratzenberger caso vencesse.
No começo da corrida, o finlandês J.J. Lehto não conseguiu largar com sua Benetton e ficou parado no grid na quinta posição. O português Pedro Lamy (Lotus-Mugen/Honda), que largou na vigésima-segunda posição, tinha sua visão bloqueada por outros carros e não o percebeu, acertando em cheio a traseira do Benetton-Ford. Partes da carenagem do carro e pneus voaram pelo ar contra a cerca de segurança projetada para proteger os espectadores no grid de largada. Porém, nove pessoas sofreram ferimentos leves após um dos pneus ultrapassar a cerca.

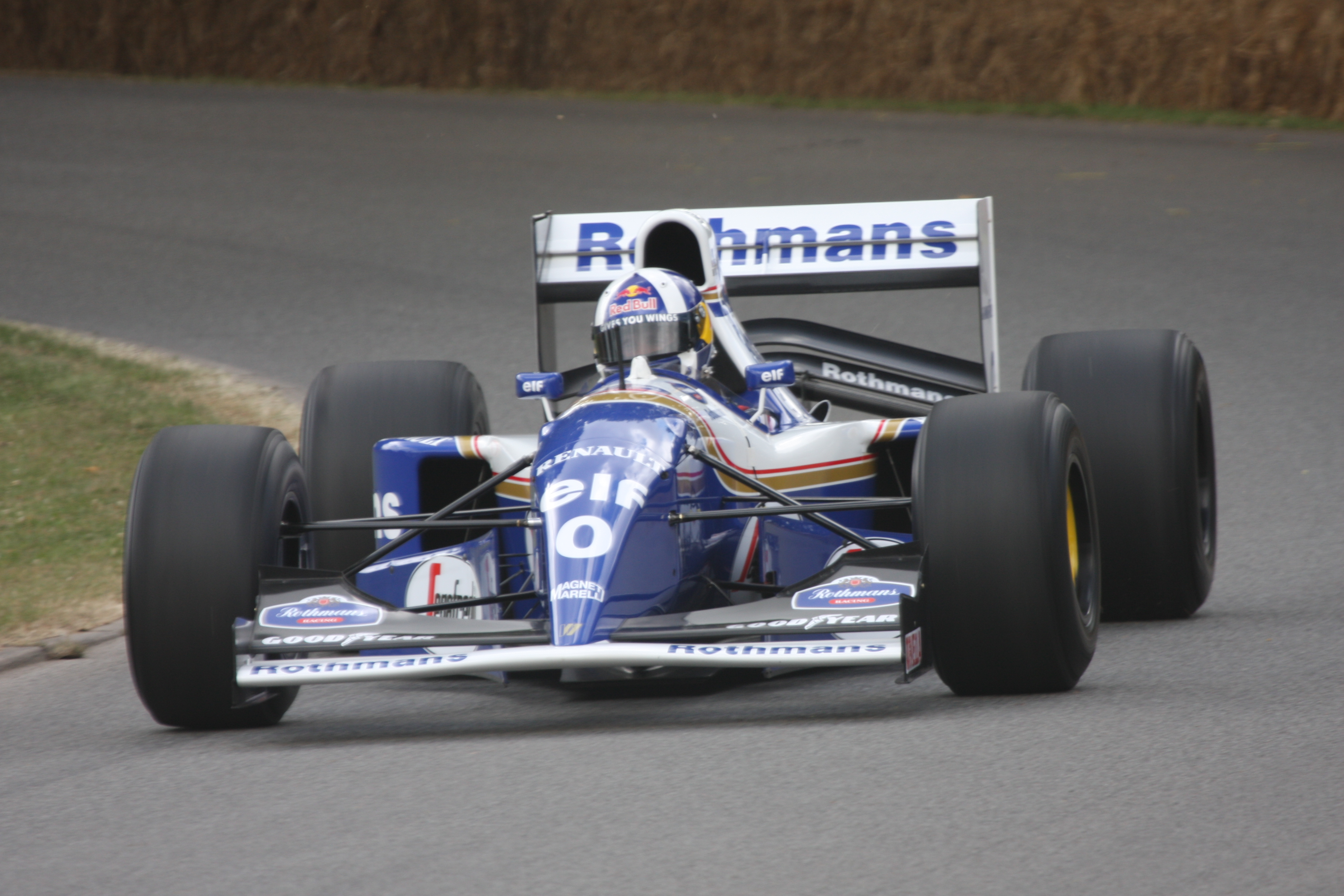
Foto de uma Williams FW16, modelo que Ayrton Senna pilotava durante o acidente de Ímola.

O acidente resultou na entrada do safety car na pista para que os carros mantivessem a posição em velocidade reduzida, enquanto os fiscais retiravam os destroços dos carros acidentados e limpavam a pista que havia ficado suja de óleo. Durante este período, como resultado de correr a velocidades mais lentas, a temperatura dos pneus baixou. Na reunião dos pilotos antes da corrida, Senna, junto com Gerhard Berger, manifestou preocupação com o fato de o carro de segurança não ser bastante rápido para manter a temperatura dos pneus alta.
Na sexta volta, o safety car vai aos boxes e a corrida recomeça. Senna larga bem, mantém a ponta e uma distância de cerca de meio segundo em relação a Schumacher. Na sétima volta, a direção do Williams não obedece ao seu comando e vai direto contra o muro da curva Tamburello a 210 km/h (130 mph), a mesma que Nelson Piquet sofreu um acidente nos treinamentos de 1987 pela Williams e Gerhard Berger no início da corrida em 1989 pela Ferrari.
Às 14h17min (hora local), uma bandeira vermelha foi mostrada para indicar que a corrida foi interrompida e Sid Watkins, médico-chefe da categoria, chegou ao local para tratar de Senna. No Carro tinha uma bandeira austríaca, que em caso de uma possível Vitória, Ayrton Senna a Empunharia em Homenagem á Roland Ratzenberger por ter Sofrido um Acidente Fatal no dia Anterior. Quando uma corrida é parada sob bandeira vermelha, os carros têm que reduzir a velocidade e retornar aos boxes ou ao grid de largada até notificação posterior. Isto protege os fiscais de corrida e o corpo médico no local da batida, e permite acesso mais fácil de carros médicos até o incidente. Aproximadamente dez minutos depois da batida de Senna, um comissário permitiu que o piloto francês Erik Comas (campeão da Fórmula 3000 em 1990), deixasse o pit, apesar do circuito estar fechado sob bandeiras vermelhas. Quando ele Viu as Bandeiras vermelhas tremulando nervosamente, notou que estavam sinalizando á ele que freasse na Curva Tamburello porquê senão ele teria batido em alta velocidade com o Helicóptero Durante alguns minutos as comunicações no circuito haviam entrado em colapso permitindo que o piloto deixasse o pit-stop e retornasse à corrida. Comas disse mais tarde, que a culpa foi de um comissário, que o deixou entrar na pista.  As imagens de Senna sendo atendido na pista foram fornecidas pela emissora italiana RAI para todo o mundo, já as câmeras da BBC estavam focadas no pitlane. Senna foi erguido da Williams destruída e levado de helicóptero para o Hospital Maggiore, perto de Bolonha. Equipes médicas continuaram o tratando durante o voo. Trinta e sete minutos depois do acidente, às 14h55min da hora local, foi reiniciada a corrida.

#### A segunda largada
Os resultados da corrida reiniciada seriam determinados pelos resultados agregados da primeira e segunda corrida abortada. No reinício, Gerhard Berger assumiu a liderança na pista, mas Schumacher conduziu toda a corrida devido à quantia de tempo que ele estava à frente de Berger antes da corrida ter sido interrompida. Schummy assumiu a liderança na pista na volta 12, e quatro voltas depois, Berger se retirou da corrida com problemas na suspensão. Larini assumiu a liderança brevemente quando Schumacher entrou para os boxes, mas a ordem foi restabelecida quando o italiano teve sua própria parada nos boxes.
A dez voltas para o fim da corrida, a roda traseira direita da Minardi de Michele Alboreto se soltou do eixo quando deixava os boxes, golpeando dois mecânicos da sua ex-equipe, a Ferrari, e dois mecânicos da Lotus, que foram levados para o hospital precisando de tratamentos.
Michael Schumacher ganhou a corrida à frente de Nicola Larini e Mika Häkkinen, dando a ele um máximo de trinta pontos depois de três provas disputadas na temporada de 1994. Foi o único pódio da carreira de Larini e o último conseguido por um italiano na Ferrari. Na cerimônia de premiação, por respeito a Roland Ratzenberger e Ayrton Senna, nenhum champanhe foi estourado.

### Pós-corrida

Depois dos dois acidentes fatais em 1994, o traçado do circuito de Ímola foi alterado.

Duas horas e 20 minutos depois que Schumacher cruzou a linha de chegada, às 18h40min, hora local, a Dra. Maria Teresa Fiandri anunciou que Ayrton Senna tinha morrido. O horário oficial da morte foi dado, no entanto, como 14h17min da hora local, significando que Senna tinha morrido instantaneamente. A causa de morte estabelecida por uma autópsia é que um pedaço da suspensão do carro perfurou o capacete dele e o crânio.
O traçado vigente de Ímola em 1994, em uso desde 1981, nunca foi novamente utilizado para uma corrida de Fórmula 1. O circuito foi fortemente modificado depois da corrida, inclusive uma mudança na Tamburello — também palco dos grandes acidentes de Nelson Piquet (1987) e de Gerhard Berger (1989) — de uma curva de alta velocidade para uma chicane muito mais lenta. A FIA também alterou o regulamento da concepção de um carro de Fórmula 1, na medida em que os regulamentos exigidos em 1995, todas as equipes deveriam criar designs completamente novos, já que os carros de 1994 não poderiam ser adaptados a eles. A preocupação levantada no briefing dos pilotos na manhã da corrida, por Senna e Berger, conduziria a mudanças na Associação dos Pilotos de Fórmula 1 na corrida seguinte, o Grande Prêmio de Mônaco de 1994. A GPDA, que foi fundada originalmente em 1961, foi previamente dissolvida em 1982. O principal objetivo das mudanças era permitir que pilotos discutissem padrões de segurança com vista a melhorar as normas na sequência dos incidentes ocorridos em Ímola. As duas posições dianteiras do grid de largada do Grande Prêmio de Mônaco daquele ano, que foram pintadas com as bandeiras austríaca e brasileira deixava viva na memória os dois pilotos que tinham perdido suas vidas. Além disso, foi respeitado um minuto de silêncio antes do início da corrida.

Esquema do dispositivo HANS.

O corpo de Ayrton Senna chegou a São Paulo no dia 4 de maio e o seu funeral contou com honras de chefe de estado. Entre o cortejo do caixão com o corpo do piloto desde o Aeroporto de Guarulhos até a Assembleia Legislativa, o velório, que durou aproximadamente 24 horas, e o cortejo final desde a Assembleia até o Cemitério do Morumbi, aproximadamente dois milhões de pessoas estiveram presentes. O rival de Senna, Alain Prost, estava entre as pessoas que carregavam o caixão funerário. Além dele, ladearam o caixão do tricampeão: Emerson Fittipaldi, Damon Hill, Gerhard Berger, Christian Fittipaldi, Rubens Barrichello, Jackie Stewart, Raul Boesel, Roberto Moreno, Johnny Herbert, Derek Warwick, Pedro Lamy e Thierry Boutsen. A maior parte da comunidade da Fórmula 1 assistiu ao funeral de Senna; porém o presidente da Federação Internacional de Automobilismo (FIA), Max Mosley, assistiu ao funeral de Ratzenberger, que aconteceu no dia 7 de maio de 1994 em Salzburgo, na Áustria. Mosley disse depois em uma entrevista coletiva dez anos mais tarde, "Eu fui para o funeral dele porque todo o mundo foi no de Senna. Eu pensei que era importante que alguém fosse no dele".
Em outubro de 1996, a FIA fixou sobre pesquisar um sistema de retenção para cabeça sob impactos, junto com a McLaren e a Mercedes-Benz. A Mercedes contatou os fabricantes do dispositivo HANS (Apoio de Cabeça e Pescoço), com uma visão para adaptá-lo para a Fórmula 1. O dispositivo HANS foi lançado em 1991 e foi projetado para conter a cabeça e pescoço no caso de um acidente para evitar a fratura do crânio basal, o ferimento que causou a morte de Ratzenberger. Testes iniciais revelaram-se bem sucedidos, e no Grande Prêmio de San Marino de 2000 foi divulgado o relatório final que concluiu que o HANS deve ser recomendado para uso. Seu uso foi tornado obrigatório a partir do início da temporada de 2001.

## O julgamento

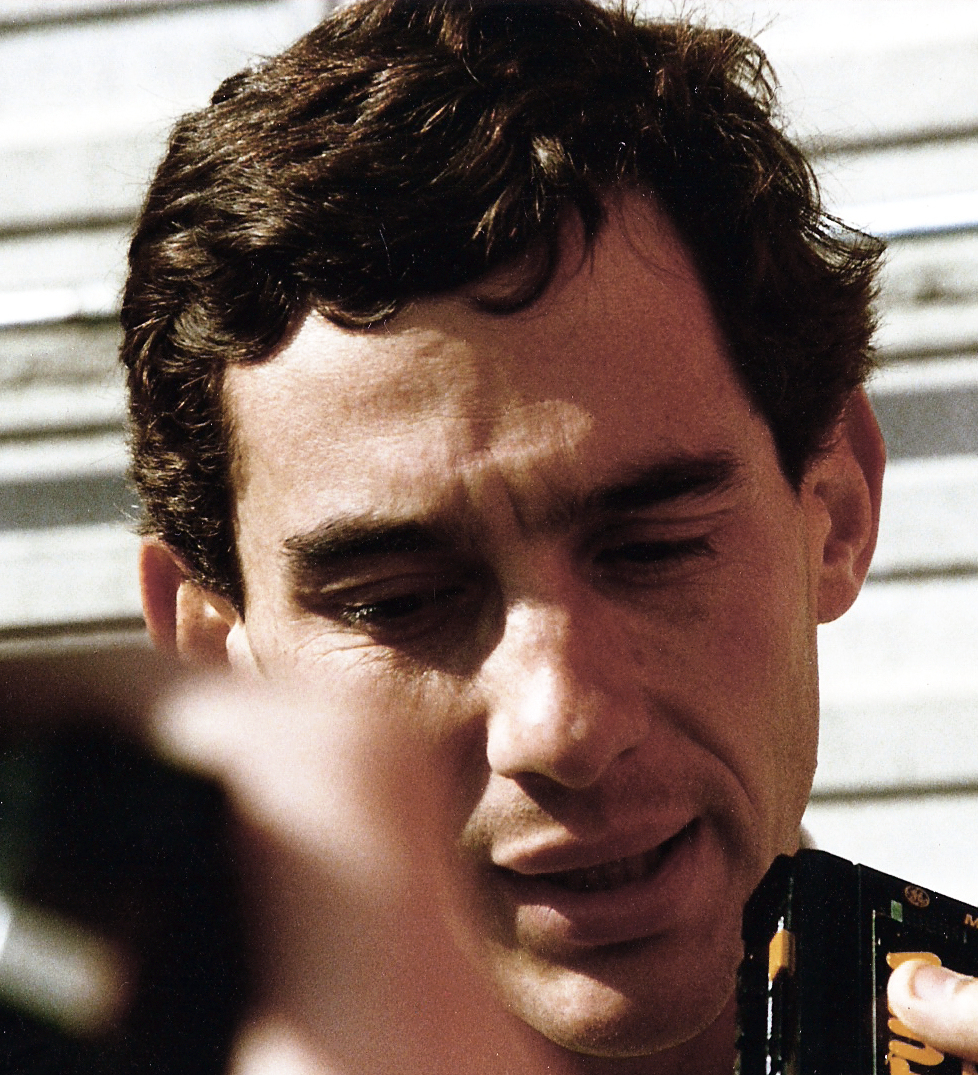
Imagem do piloto Ayrton Senna no autódromo de Ímola, em 1989.

Promotores italianos trouxeram procedimentos legais contra seis pessoas com relação à morte de Senna. Eles eram Frank Williams, Patrick Head e Adrian Newey da Williams; Fedrico Bendinelli que representa os proprietários do Autódromo Enzo e Dino Ferrari; Giorgio Poggi como o diretor de circuito e Roland Bruynserarde que era o diretor da corrida e sancionou o circuito. O julgamento veredicto foi dado em 16 de dezembro de 1997, absolvendo todos os seis acusados de homicídio culposo. A causa do acidente de Senna foi estabelecida pelo tribunal como quebra da direção colunar. A coluna tinha sido cortada e soldada de volta a pedido de Senna para que ele estivesse mais confortável no carro.
Na sequência da decisão do tribunal, um recurso foi apresentado pelo Ministério Público estadual contra Patrick Head e Adrian Newey. No dia 22 de novembro de 1999, o recurso absolveu Head e Newey de todas as acusações, afirmando que não havia novas provas (houve falta de dados do gravador da caixa preta do carro de Senna devido a lesão, e de 1,6 segundos de vídeo da câmera de bordo do carro de Senna que estava indisponível porque o radiodifusor mudou para outra câmera do carro pouco antes do acidente), e assim, nos termos do artigo 530 do Código Penal italiano, a acusação tinha de ser declarada como "inexistente ou o fato de não subsistir". O resultado deste recurso foi anulado em janeiro de 2003, já que a Corte de Cassação acreditava que o artigo 530 foi mal interpretado. Um novo julgamento foi ordenado e, em 27 de maio de 2005, o Tribunal de Apelação de Bolonha absolveu Adrian Newey, mas considerou Patrick Head culpado por homicídio não intencional, reconhecendo sua responsabilidade pelo defeito da barra de direção que causou o acidente. O dirigente britânico somente não cumpriu pena porque o crime prescreveu. Head apelou à Suprema Corte italiana, para que fosse absolvido por ausência de negligência. Em 13 de abril de 2007, o recurso foi rejeitado e o caso foi definitivamente encerrado, com o reconhecimento da culpa do réu e da prescrição. Na decisão, a Suprema Corte concluiu que "a causa do acidente foi a ruptura da barra de direção, causada pela modificação mal projetada e executada, conduzindo a um comportamento culposo e omisso de Head, já que o evento era previsível e evitável".

## Treino classificatório
| 1º treino classificatório | 1º treino classificatório | 1º treino classificatório | 1º treino classificatório | 1º treino classificatório |
| Pos.                      | N.º                       | Piloto                    | Chassi/Motor              | Tempo                     |
| ------------------------- | ------------------------- | ------------------------- | ------------------------- | ------------------------- |
| 1                         | 2                         | Ayrton Senna              | Williams-Renault          | 1:21.548                  |
| 2                         | 5                         | Michael Schumacher        | Benetton-Ford             | 1:22.015                  |
| 3                         | 28                        | Gerhard Berger            | Ferrari                   | 1:22.113                  |
| 4                         | 6                         | J.J. Lehto                | Benetton-Ford             | 1:22.717                  |
| 5                         | 27                        | Nicola Larini             | Ferrari                   | 1:22.841                  |
| 6                         | 30                        | Heinz-Harald Frentzen     | Sauber-Mercedes           | 1:23.119                  |
| 7                         | 0                         | Damon Hill                | Williams-Renault          | 1:23.199                  |
| 8                         | 7                         | Mika Häkkinen             | McLaren-Peugeot           | 1:23.611                  |
| 9                         | 10                        | Gianni Morbidelli         | Footwork-Ford             | 1:23.663                  |
| 10                        | 4                         | Mark Blundell             | Tyrrell-Yamaha            | 1:23.703                  |
| 11                        | 29                        | Karl Wendlinger           | Sauber-Mercedes           | 1:23.788                  |
| 12                        | 3                         | Ukyo Katayama             | Tyrrell-Yamaha            | 1:24.000                  |
| 13                        | 23                        | Pierluigi Martini         | Minardi-Ford              | 1:24.078                  |
| 14                        | 24                        | Michele Alboreto          | Minardi-Ford              | 1:24.276                  |
| 15                        | 8                         | Martin Brundle            | McLaren-Peugeot           | 1:24.443                  |
| 16                        | 9                         | Christian Fittipaldi      | Footwork-Ford             | 1:24.655                  |
| 17                        | 25                        | Éric Bernard              | Ligier-Renault            | 1:24.678                  |
| 18                        | 26                        | Olivier Panis             | Ligier-Renault            | 1:24.996                  |
| 19                        | 12                        | Johnny Herbert            | Lotus-Mugen/Honda         | 1:25.114                  |
| 20                        | 15                        | Andrea de Cesaris         | Jordan-Hart               | 1:25.234                  |
| 21                        | 20                        | Erik Comas                | Larrousse-Ford            | 1:26.295                  |
| 22                        | 11                        | Pedro Lamy                | Lotus-Mugen/Honda         | 1:26.453                  |
| 23                        | 19                        | Olivier Beretta           | Larrousse-Ford            | 1:27.179                  |
| 24                        | 31                        | David Brabham             | Simtek-Ford               | 1:27.607                  |
| 25                        | 32                        | Roland Ratzenberger       | Simtek-Ford               | 1:27.657                  |
| 26                        | 34                        | Bertrand Gachot           | Pacific-Ilmor             | 1:27.732                  |
| 27                        | 33                        | Paul Belmondo             | Pacific-Ilmor             | 1:28.361                  |
| 28                        | 14                        | Rubens Barrichello        | Jordan-Hart               | 14:57.323                 |

| 2º treino classificatório | 2º treino classificatório | 2º treino classificatório | 2º treino classificatório | 2º treino classificatório |
| Pos.                      | N.º                       | Piloto                    | Chassi/Motor              | Tempo                     |
| ------------------------- | ------------------------- | ------------------------- | ------------------------- | ------------------------- |
| 1                         | 5                         | Michael Schumacher        | Benetton-Ford             | 1:21.885                  |
| 2                         | 0                         | Damon Hill                | Williams-Renault          | 1:22.168                  |
| 3                         | 28                        | Gerhard Berger            | Ferrari                   | 1:22.226                  |
| 4                         | 27                        | Nicola Larini             | Ferrari                   | 1:23.006                  |
| 5                         | 7                         | Mika Häkkinen             | McLaren-Peugeot           | 1:23.140                  |
| 6                         | 3                         | Ukyo Katayama             | Tyrrell-Yamaha            | 1:23.322                  |
| 7                         | 29                        | Karl Wendlinger           | Sauber-Mercedes           | 1:23.347                  |
| 8                         | 4                         | Mark Blundell             | Tyrrell-Yamaha            | 1:23.831                  |
| 9                         | 8                         | Martin Brundle            | McLaren-Peugeot           | 1:23.858                  |
| 10                        | 6                         | J.J. Lehto                | Benetton-Ford             | 1:24.029                  |
| 11                        | 23                        | Pierluigi Martini         | Minardi-Ford              | 1:24.423                  |
| 12                        | 9                         | Christian Fittipaldi      | Footwork-Ford             | 1:24.472                  |
| 13                        | 10                        | Gianni Morbidelli         | Footwork-Ford             | 1:24.682                  |
| 14                        | 24                        | Michele Alboreto          | Minardi-Ford              | 1:24.780                  |
| 15                        | 20                        | Erik Comas                | Larrousse-Ford            | 1:24.852                  |
| 16                        | 12                        | Johnny Herbert            | Lotus-Mugen/Honda         | 1:25.141                  |
| 17                        | 26                        | Olivier Panis             | Ligier-Renault            | 1:25.160                  |
| 18                        | 11                        | Pedro Lamy                | Lotus-Mugen/Honda         | 1:25.295                  |
| 19                        | 15                        | Andrea de Cesaris         | Jordan-Hart               | 1:25.872                  |
| 20                        | 19                        | Olivier Beretta           | Larrousse-Ford            | 1:25.991                  |
| 21                        | 31                        | David Brabham             | Simtek-Ford               | 1:26.817                  |
| 22                        | 34                        | Bertrand Gachot           | Pacific-Ilmor             | 1:27.143                  |
| 23                        | 32                        | Roland Ratzenberger       | Simtek-Ford               | 1:27.584                  |
| 24                        | 33                        | Paul Belmondo             | Pacific-Ilmor             | 1:27.881                  |
| 25                        | 25                        | Eric Bernard              | Ligier-Renault            | 1:40.411                  |
| 26                        | 2                         | Ayrton Senna              | Williams-Renault          | —                         |
| 27                        | 30                        | Heinz-Harald Frentzen     | Sauber-Mercedes           | —                         |
| 28                        | 14                        | Rubens Barrichello        | Jordan-Hart               | —                         |

| Não classificados | Não classificados | Não classificados  | Não classificados | Não classificados |
| Pos.              | N.º               | Piloto             | Chassi/Motor      | Tempo             |
| ----------------- | ----------------- | ------------------ | ----------------- | ----------------- |
| 27                | 33                | Paul Belmondo      | Pacific-Ilmor     | 1:27.881          |
| 28                | 14                | Rubens Barrichello | Jordan-Hart       | 14:57.323         |

## Grid de largada e classificação da prova
| Grid de largada | Grid de largada | Grid de largada       | Grid de largada   | Grid de largada |
| Pos.            | N.º             | Piloto                | Chassi/Motor      | Tempo           |
| --------------- | --------------- | --------------------- | ----------------- | --------------- |
| 1               | 2               | Ayrton Senna          | Williams-Renault  | 1:21.548        |
| 2               | 5               | Michael Schumacher    | Benetton-Ford     | 1:21.885        |
| 3               | 28              | Gerhard Berger        | Ferrari           | 1:22.113        |
| 4               | 0               | Damon Hill            | Williams-Renault  | 1:22.168        |
| 5               | 6               | J.J. Lehto            | Benetton-Ford     | 1:22.717        |
| 6               | 27              | Nicola Larini         | Ferrari           | 1:22.841        |
| 7               | 30              | Heinz-Harald Frentzen | Sauber-Mercedes   | 1:23.119        |
| 8               | 7               | Mika Häkkinen         | McLaren-Peugeot   | 1:23.140        |
| 9               | 3               | Ukyo Katayama         | Tyrrell-Yamaha    | 1:23.322        |
| 10              | 29              | Karl Wendlinger       | Sauber-Mercedes   | 1:23.347        |
| 11              | 10              | Gianni Morbidelli     | Footwork-Ford     | 1:23.663        |
| 12              | 4               | Mark Blundell         | Tyrrell-Yamaha    | 1:23.703        |
| 13              | 8               | Martin Brundle        | McLaren-Peugeot   | 1:23.858        |
| 14              | 23              | Pierluigi Martini     | Minardi-Ford      | 1:24.078        |
| 15              | 24              | Michele Alboreto      | Minardi-Ford      | 1:24.276        |
| 16              | 9               | Christian Fittipaldi  | Footwork-Ford     | 1:24.472        |
| 17              | 25              | Eric Bernard          | Ligier-Renault    | 1:24.678        |
| 18              | 20              | Erik Comas            | Larrousse-Ford    | 1:24.852        |
| 19              | 26              | Olivier Panis         | Ligier-Renault    | 1:24.996        |
| 20              | 12              | Johnny Herbert        | Lotus-Mugen/Honda | 1:25.114        |
| 21              | 15              | Andrea de Cesaris     | Jordan-Hart       | 1:25.234        |
| 22              | 11              | Pedro Lamy            | Lotus-Mugen/Honda | 1:25.295        |
| 23              | 19              | Olivier Beretta       | Larrousse-Ford    | 1:25.991        |
| 24              | 31              | David Brabham         | Simtek-Ford       | 1:26.817        |
| 25              | 34              | Bertrand Gachot       | Pacific-Ilmor     | 1:27.143        |

| Classificação da prova | Classificação da prova | Classificação da prova | Classificação da prova | Classificação da prova | Classificação da prova     | Classificação da prova | Classificação da prova |
| Pos.                   | N.º                    | Piloto                 | Chassi/Motor           | Voltas                 | Tempo/Diferença            | Grid                   | Pontos                 |
| ---------------------- | ---------------------- | ---------------------- | ---------------------- | ---------------------- | -------------------------- | ---------------------- | ---------------------- |
| 1                      | 5                      | Michael Schumacher     | Benetton-Ford          | 58                     | 1:28'28.642                | 2                      | 10                     |
| 2                      | 27                     | Nicola Larini          | Ferrari                | 58                     | + 54.942                   | 6                      | 6                      |
| 3                      | 7                      | Mika Häkkinen          | McLaren-Peugeot        | 58                     | + 1'10.679                 | 8                      | 4                      |
| 4                      | 29                     | Karl Wendlinger        | Sauber-Mercedes        | 58                     | + 1'13.658                 | 10                     | 3                      |
| 5                      | 3                      | Ukyo Katayama          | Tyrrell-Yamaha         | 57                     | + 1 volta                  | 9                      | 2                      |
| 6                      | 0                      | Damon Hill             | Williams-Renault       | 57                     | + 1 volta                  | 4                      | 1                      |
| 7                      | 30                     | Heinz-Harald Frentzen  | Sauber-Mercedes        | 57                     | + 1 volta                  | 7                      |                        |
| 8                      | 8                      | Martin Brundle         | McLaren-Peugeot        | 57                     | + 1 volta                  | 13                     |                        |
| 9                      | 4                      | Mark Blundell          | Tyrrell-Yamaha         | 56                     | + 2 voltas                 | 12                     |                        |
| 10                     | 12                     | Johnny Herbert         | Lotus-Mugen/Honda      | 56                     | + 2 voltas                 | 20                     |                        |
| 11                     | 26                     | Olivier Panis          | Ligier-Renault         | 56                     | + 2 voltas                 | 19                     |                        |
| 12                     | 25                     | Eric Bernard           | Ligier-Renault         | 55                     | + 3 voltas                 | 17                     |                        |
| 13                     | 9                      | Christian Fittipaldi   | Footwork-Ford          | 54                     | Rodada                     | 16                     |                        |
| Ret                    | 15                     | Andrea de Cesaris      | Jordan-Hart            | 49                     | Rodada                     | 21                     |                        |
| Ret                    | 24                     | Michele Alboreto       | Minardi-Ford           | 44                     | Perda da roda              | 15                     |                        |
| Ret                    | 10                     | Gianni Morbidelli      | Footwork-Ford          | 40                     | Motor                      | 11                     |                        |
| Ret                    | 23                     | Pierluigi Martini      | Minardi-Ford           | 37                     | Rodada                     | 14                     |                        |
| Ret                    | 31                     | David Brabham          | Simtek-Ford            | 27                     | Rodada                     | 24                     |                        |
| Ret                    | 34                     | Bertrand Gachot        | Pacific-Ilmor          | 23                     | Motor                      | 25                     |                        |
| Ret                    | 19                     | Olivier Beretta        | Larrousse-Ford         | 17                     | Motor                      | 23                     |                        |
| Ret                    | 28                     | Gerhard Berger         | Ferrari                | 16                     | Suspensão                  | 3                      |                        |
| FAT                    | 2                      | Ayrton Senna           | Williams-Renault       | 6                      | Acidente fatal             | 1                      |                        |
| Ret                    | 20                     | Erik Comas             | Larrousse-Ford         | 5                      | Vazamento de óleo          | 18                     |                        |
| Ret                    | 6                      | J. J. Lehto            | Benetton-Ford          | 0                      | Colisão                    | 5                      |                        |
| Ret                    | 11                     | Pedro Lamy             | Lotus-Mugen/Honda      | 0                      | Colisão                    | 22                     |                        |
| FAT                    | 32                     | Roland Ratzenberger    | Simtek-Ford            | —                      | Acidente fatal nos treinos | 26                     |                        |
| DNQ                    | 33                     | Paul Belmondo          | Pacific-Ilmor          | Não qualificado        | Não qualificado            | Não qualificado        | Não qualificado        |
| DNQ                    | 14                     | Rubens Barrichello     | Jordan-Hart            | Não qualificado        | Não qualificado            | Não qualificado        | Não qualificado        |
| Fontes:                |                        |                        |                        |                        |                            |                        |                        |

## Tabela do campeonato após a corrida
| Pos. | Piloto             | Pontos |
| ---- | ------------------ | ------ |
| 1    | Michael Schumacher | 30     |
| 2    | Damon Hill         | 7      |
| 3    | Rubens Barrichello | 7      |
| 4    | Gerhard Berger     | 6      |
| 5    | Nicola Larini      | 6      |

| Pos. | Construtor       | Pontos |
| ---- | ---------------- | ------ |
| 1    | Benetton-Ford    | 30     |
| 2    | Ferrari          | 16     |
| 3    | Williams-Renault | 7      |
| 4    | Jordan-Hart      | 7      |
| 5    | Sauber-Mercedes  | 6      |

- Nota: Somente as primeiras cinco posições estão listadas.

- Commons